# Brigid Brophy
Brigid Antonia Brophy, née le 12 juin 1929 à Ealing et morte le 7 août 1995 à Louth, est une romancière, essayiste  et critique britannique. Elle a fait campagne pour des réformes sociales, en particulier pour le droit des auteurs ainsi que pour les droits des femmes, des homosexuels  et les droits des animaux.

## Biographie
Brigid Antonia Brophy est née le 12 juin 1929 à Ealing. Elle est la fille du romancier John Brophy et de Charis Grundy, une enseignante. Son père est un protestant non pratiquant, tandis que sa mère est une membre dévote de l'Église d'Angleterre,.
Pendant la Seconde Guerre mondiale, elle est déplacée, d'une école à l'autre à 12 reprises. C'est à l'Abbey School à Reading qu'elle reste le lus longtemps, entre mai 1941 et juillet 1943. Elle fréquente ensuite la St Paul's Girls' School à Londres. En 1947, elle obtient une bourse à l'Université d'Oxford (St Hugh's College). Là, Brigid Brophy fait montre de grandes capacités d'étude, cependant, après avoir terminé seulement quatre trimestres, on lui demande de ne pas revenir.
En 1954, elle épouse l'historien de l'art Michael Levey et le couple a une fille, Kate, née en 1957. 
Le mariage est heureux même si Brigid Brophy entretient une relation pendant treize ans avec Iris Murdoch, écrit sur « l'immoralité du mariage » et déclare que la société britannique a « imposé la monogamie à ceux qui ne l'ont pas choisie ». Après la légalisation de l'homosexualité en Grande-Bretagne en 1967, elle est une des premières à exiger le mariage homosexuel,. 

### L'œuvre romanesque
Brigid Brodphy publie une dizaine de romans satiriques, souvent érotiques ou explorant la psychologie du sexe.  Ils sont généralement bien accueillis par la critique bien qu'ils aient pu choquer ou soulever des controverses,. Plusieurs d'entre eux sont réédités. Ses œuvres  sont marquées par l'influence de Sigmund Freud et George Bernard Shaw, qu'elle appelle les « deux piliers du XXe siècle ».
Son premier livre est un recueil de nouvelles, The Crown Princess, publié en 1953, alors qu'elle a 25 ans.  La même année son premier roman, Hackenfeller's Ape, remporte le premier prix au Cheltenham Literary Festival. Le roman, centré sur la défense des droits des animaux, attire l'attention sur son autrice qui sera désormais végétarienne,.
En 1956, Brigid Brophy publie son roman le plus autobiographique, King of a Rainy Country, un roman à clef inspiré d'une de ses relations, sur la relation ambiguë de deux jeunes intellectuels bohèmes.
Pour couronner le tout (The Finishing Touch, 1963) se déroule dans un internat pour filles de la Côte d'Azur où les directrices sont deux lesbiennes qui mettent la « touche finale » à l'éducation des jeunes femmes dont elles ont la charge en les initiant aux plaisirs de la littérature saphique. Le style du roman rend hommage aux romans homoérotiques du romancier gay Ronald Firbank dont Brigid Brophy est une admiratrice.
La Boule de neige (The Snow Ball, 1964, réédité en 2020) est une comédie de mœurs se déroulant dans le Londres contemporain et un hommage à Don Giovanni de Mozart.
In Transit : An Heroi-Cyclic Novel, paru en 1969 est un roman d'avant-garde, expérimental qui se déroule dans un aéroport aussi énorme que dépersonnalisé. Le roman est considéré comme une œuvre pionnière du post-modernisme et d'une fantasia surréaliste féministe, et est devenu un roman culte,.
Le roman baroque de 1978, Palace Without Chairs, concerne les héritiers du trône d'une nation européenne fictive. 
En 1968, elle écrit une pièce The Burglar, une attaque contre les mœurs sexuelles bourgeoises. Les critiques lui sont plutôt hostiles et les représentations s'arrêtent au bout de trois semaines, au printemps 1968. Brigid Brophy en est blessée et publie plus tard, un texte défendant sa pièce.

### Les essais
Les ouvrages de non fiction de Brigid Brophy reflètent ses intérêts pour la psychanalyse, l'art, l'opéra et la libération sexuelle. 
Elle publie un essai psychanalytique sur Mozart et son œuvre en 1964 : Mozart the Dramatist: A New View of Mozart, His Operas and His Age.
En 1967, elle déclenche des controverses lorsqu'elle co-écrit, avec son mari et Charles Osborne, Fifty Works of English and American Literature We Could Do Without (Cinquante œuvres de la littérature anglaise et américaine dont nous pourrions nous passer) qui attaque des personnalités et des œuvres littéraires éminentes, y compris Hamlet ou Huckleberry Finn. Le livre est attaqué par les critiques des deux côtés de l'Atlantique. Anthony Burgess écrit : « Comme des enfants, ils se sont manifestés, et leur cirque attiré l'attention ... Ils sont toujours à la crèche, coupés du grand monde ». Cependant, le défi que le livre pose au canon littéraire et son affirmation selon laquelle certains écrivains victoriens ne sont pas dignes d'intérêt, ont conduit un certain nombre d'universités britanniques et américaines à modifier leurs cours d'anglais pour inclure des écrivains plus modernes.

### L'action militante
Brigid Brophy est une militante active pour la réforme sociale, appartenant, entre autres, au Parti travailliste et à la Société nationale contre la vivisection (elle est végétalienne). 
Elle est membre du Conseil consultatif de la British Humanist Association (aujourd'hui Humanists UK) à partir de 1965 et associée honoraire de la Rationalist Press Association à partir de 1984. 
Avec son mari et d'autres écrivains, elle forme le Writers Action Group qui fait campagne pour les droits des auteurs et demande un droit de prêt public qui est adopté par le Parlement en 1979.
Elle est aussi une militante contre les sports de sang, critique envers les écoles confessionnelles et le culte collectif obligatoire, et une ardente défenseure des droits des LGBT. 

### Fin de vie
Elle est très malade durant les dix dernières années de sa vie, souffrant de sclérose en plaques. Son mari, Michael Levey, s'est occupé d'elle à partir de 1987, démissionnant de son poste de directeur de la National Gallery pour ce faire. 
Elle décède le 7 août 1995 dans le Lincolnshire. Elle a été incinérée.
Elle est maintenant considérée comme une personnalité majeure dans la vie culturelle britannique des années 1960 et 1970.

## Ouvrages

### Romans
- The Crown Princess and Other Stories (1953)
- Hackenfeller's Ape (1953, reprinted 1991)
- The King of a Rainy Country (1956, reprinted 1990, 2012)
- Flesh (1962)
- The Finishing Touch (1963, revised 1987)
- The Snow Ball (1964)
- The Burglar (play, first produced in London at Vaudeville Theatre, 22 February 1967, and published 1968)
- In Transit: An Heroicycle Novel (1969, reprinted 2002)
- The Adventures of God in His Search for the Black Girl: A Novel and Some Fables (1973)
- Pussy Owl: Superbeast (1976), for children, illustrated by Hilary Hayton
- Palace without Chairs: A Baroque Novel (1978)

### Essais
- Black Ship to Hell (1962)
- Mozart the Dramatist: A New View of Mozart, His Operas and His Age (1964) (revised 1990)
- Don't Never Forget: Collected Views and Reviews (1966)
- (With husband, Michael Levey, and Charles Osborne) Fifty Works of English and American Literature We Could Do Without (1967)
- Religious Education in State Schools (1967)
- Black and White: A Portrait of Aubrey Beardsley (1968)
- The Rights of Animals (1969)
- The Longford Threat to Freedom (1972)
- Prancing Novelist: A Defence of Fiction in the Form of a Critical Biography in Praise of Ronald Firbank (1973)
- Beardsley and His World (1976)
- The Prince and the Wild Geese, ill. de Gregoire Gagarin (Hamish Hamilton, 1983)
- A Guide to Public Lending Right (1983)
- Baroque 'n' Roll and Other Essays (1987)
- Reads: A Collection of Essays (1989)

### Contributions
- Best Short Plays of the World Theatre, 1958–1967, 1968
- Animals, Men and Morals, edited by Stanley and Roslind Godlovitch and John Harris (1971)
- The Genius of Shaw, edited by Michael Holroyd (1979)
- Animal Rights: A Symposium, edited by D. Paterson and R. D. Ryder (1979)
- Shakespeare Stories, edited by Giles Gordon (1982)

### Traductions en français
- La Boule de neige suivi de Pour couronner le tout, traduit par Léo Lack, Paris, Gallimard, coll. « Du monde entier », 1967  (ISBN 2070210545) ; réédition, Paris, Belfond, coll. « Vintage », 2024  (ISBN 978-2-71440-401-5)
- Le Plaisir, traduit par Bruno Vercier, Stock, 1963